# カルダー記念賞
カルダー記念賞（Calder Memorial Trophy）は、北米プロアイスホッケーリーグNHLにおいて、シーズン最優秀新人選手に授与される賞である。

## 概要
名前の由来であるカルダーはNHL初代会長であるフランク・カルダーから由来されている。最優秀新人賞は1932/33年度から授与されているが、1936/37年度からカルダー賞（Calder Trophy）として授与開始。1943年のカルダーの死後、カルダー記念賞（Calder Memorial Trophy）と改称された。
1989/90年度にカルガリー・フレームスのセルゲイ・マカロフが31歳の最年長で受賞した。マカロフは「非公式に」ソビエト連邦のプロチームHC CSKAモスクワで出場していたにもかかわらず、であった。その後規定が変更となり、カルダー記念賞の獲得条件といして、対象シーズンの9月15日の段階で26歳以下であることが加えられた。また、プロ入り後のいずれかのシーズンで25試合以上出場している選手は対象外となる。プロ入り後に6試合以上出場したシーズンが2度以上ある選手も、対象から外れる。

## 受賞者
| C | センター         | LW | レフトウィング |
| D | ディフェンスマン | RW | ライトウィング |
| G | ゴールテンダー   |    |                |

| シーズン  | 受賞者                               | チーム                         | 守備 | 年齢 |
| --------- | ------------------------------------ | ------------------------------ | ---- | ---- |
| 1932–33   | カール・ヴォス                       | デトロイト・レッドウィングス   | C    | 25   |
| 1933–34   | ラス・ブリンコ                       | モントリオール・マルーンズ     | C    | 25   |
| 1934–35   | スウィニー・シュライナー             | ニューヨーク・アメリカンズ     | LW   | 22   |
| 1935–36   | マイク・カラカス                     | シカゴ・ブラックホークス       | G    | 23   |
| 1936–37   | シル・アプス                         | トロント・メープルリーフス     | C    | 21   |
| 1937–38   | カリー・ドールストロム               | シカゴ・ブラックホークス       | C    | 24   |
| 1938–39   | フランク・ブリムセク                 | ボストン・ブルーインズ         | G    | 24   |
| 1939–40   | キルビー・マクドナルド               | ニューヨーク・レンジャース     | LW   | 25   |
| 1940–41   | ジョニー・キルティー                 | モントリオール・カナディアンズ | C    | 19   |
| 1941–42   | グラント・ウォーウィック             | ニューヨーク・レンジャース     | RW   | 19   |
| 1942–43   | ゲイ・スチュワート                   | トロント・メープルリーフス     | RW   | 19   |
| 1943–44   | ガス・ボドナー                       | トロント・メープルリーフス     | C    | 20   |
| 1944–45   | フランク・マクール                   | トロント・メープルリーフス     | G    | 25   |
| 1945–46   | エドガー・ラプレイド                 | ニューヨーク・レンジャース     | C    | 25   |
| 1946–47   | ハウィー・ミーカー                   | トロント・メープルリーフス     | RW   | 21   |
| 1947–48   | ジム・マクファデン                   | デトロイト・レッドウィングス   | C    | 27   |
| 1948–49   | ペンティ・ルンド                     | ニューヨーク・レンジャース     | RW   | 22   |
| 1949–50   | ジャック・ガリノー                   | ボストン・ブルーインズ         | G    | 24   |
| 1950–51   | テリー・ソーチャック                 | デトロイト・レッドウィングス   | G    | 20   |
| 1951–52   | バーニー・ジョフリオン               | モントリオール・カナディアンズ | RW   | 20   |
| 1952–53   | ガンプ・ワースリー                   | ニューヨーク・レンジャース     | G    | 23   |
| 1953–54   | カミーユ・アンリ                     | ニューヨーク・レンジャース     | C    | 20   |
| 1954–55   | エド・リッツェンバーガー             | シカゴ・ブラックホークス       | RW   | 22   |
| 1955–56   | グレン・ホール                       | デトロイト・レッドウィングス   | G    | 23   |
| 1956–57   | ラリー・リーガン                     | ボストン・ブルーインズ         | RW   | 26   |
| 1957–58   | フランク・マホブリッチ               | トロント・メープルリーフス     | LW   | 19   |
| 1958–59   | ラルフ・バックストロム               | モントリオール・カナディアンズ | C    | 20   |
| 1959–60   | ビル・ヘイ                           | シカゴ・ブラックホークス       | C    | 23   |
| 1960–61   | デイブ・キオン                       | トロント・メープルリーフス     | C    | 20   |
| 1961–62   | ボビー・ルソー                       | モントリオール・カナディアンズ | RW   | 21   |
| 1962–63   | ケント・ダグラス                     | トロント・メープルリーフス     | D    | 26   |
| 1963–64   | ジャック・ラペリエール               | モントリオール・カナディアンズ | D    | 21   |
| 1964–65   | ロジャー・クロージャー               | デトロイト・レッドウィングス   | G    | 22   |
| 1965–66   | ブリット・セルビー                   | トロント・メープルリーフス     | LW   | 20   |
| 1966–67   | ボビー・オーア                       | ボストン・ブルーインズ         | D    | 18   |
| 1967–68   | デレック・サンダーソン               | ボストン・ブルーインズ         | C    | 21   |
| 1968–69   | ダニー・グラント                     | ミネソタ・ノーススターズ       | RW   | 23   |
| 1969–70   | トニー・エスポジト                   | シカゴ・ブラックホークス       | G    | 26   |
| 1970–71   | ジルベール・ペロー                   | バッファロー・セイバーズ       | C    | 19   |
| 1971–72   | ケン・ドライデン                     | モントリオール・カナディアンズ | G    | 24   |
| 1972–73   | スティーブ・ヴィッカース             | ニューヨーク・レンジャース     | LW   | 21   |
| 1973–74   | デニス・ポトヴィン                   | ニューヨーク・アイランダーズ   | D    | 19   |
| 1974–75   | エリック・ヴェイル                   | アトランタ・フレームス         | LW   | 20   |
| 1975–76   | ブライアン・トロティエ               | ニューヨーク・アイランダーズ   | C    | 19   |
| 1976–77   | ウィリ・プレット                     | アトランタ・フレームス         | RW   | 21   |
| 1977–78   | マイク・ボシー                       | ニューヨーク・アイランダーズ   | RW   | 20   |
| 1978–79   | ボビー・スミス                       | ミネソタ・ノーススターズ       | C    | 20   |
| 1979–80   | レイ・ボーク                         | ボストン・ブルーインズ         | D    | 19   |
| 1980–81   | ペテル・シュチャストニー             | ケベック・ノルディックス       | C    | 24   |
| 1981–82   | デイル・ハワチャク                   | ウィニペグ・ジェッツ           | C    | 18   |
| 1982–83   | スティーブ・ラーマー                 | シカゴ・ブラックホークス       | RW   | 21   |
| 1983–84   | トム・バラッソ                       | バッファロー・セイバーズ       | G    | 18   |
| 1984–85   | マリオ・ルミュー                     | ピッツバーグ・ペンギンズ       | C    | 19   |
| 1985–86   | ゲイリー・スーター                   | カルガリー・フレームス         | D    | 21   |
| 1986–87   | リュック・ロバタイユ                 | ロサンゼルス・キングス         | LW   | 20   |
| 1987–88   | ジョー・ニューウェンダイク           | カルガリー・フレームス         | C    | 21   |
| 1988–89   | ブライアン・リーチ                   | ニューヨーク・レンジャース     | D    | 20   |
| 1989–90   | セルゲイ・マカロフ                   | カルガリー・フレームス         | RW   | 31   |
| 1990–91   | エド・ベルフォア                     | シカゴ・ブラックホークス       | G    | 25   |
| 1991–92   | パーヴェル・ブレ                     | バンクーバー・カナックス       | RW   | 20   |
| 1992–93   | ティーム・セラーニ                   | ウィニペグ・ジェッツ           | RW   | 23   |
| 1993–94   | マーティン・ブロデューア             | ニュージャージー・デビルズ     | G    | 21   |
| 1994–95   | ピーター・フォースバーグ             | ケベック・ノルディックス       | C    | 21   |
| 1995–96   | ダニエル・アルフレッドソン           | オタワ・セネターズ             | RW   | 22   |
| 1996–97   | ブライアン・ベラード                 | ニューヨーク・アイランダーズ   | D    | 19   |
| 1997–98   | セルゲイ・サムソノフ                 | ボストン・ブルーインズ         | LW   | 19   |
| 1998–99   | クリス・ドルーリー                   | コロラド・アバランチ           | C    | 22   |
| 1999–2000 | スコット・ゴメス                     | ニュージャージー・デビルズ     | C    | 19   |
| 2000–01   | エフゲニー・ナボコフ                 | サンノゼ・シャークス           | G    | 25   |
| 2001–02   | ダニー・ヒートリー                   | アトランタ・スラッシャーズ     | RW   | 20   |
| 2002–03   | バレット・ジャックマン               | セントルイス・ブルース         | D    | 21   |
| 2003–04   | アンドリュー・レイクロフト           | ボストン・ブルーインズ         | G    | 23   |
| 2004–05   | シーズンロックアウトのため受賞者なし | -                              | -    | -    |
| 2005–06   | アレクサンドル・オベチキン           | ワシントン・キャピタルズ       | LW   | 20   |
| 2006–07   | エフゲニー・マルキン                 | ピッツバーグ・ペンギンズ       | C    | 20   |
| 2007–08   | パトリック・ケイン                   | シカゴ・ブラックホークス       | RW   | 19   |
| 2008–09   | スティーブ・メイソン                 | コロンバス・ブルージャケッツ   | G    | 21   |
| 2009–10   | タイラー・マイアーズ                 | バッファロー・セイバーズ       | D    | 20   |
| 2010–11   | ジェフ・スキナー                     | カロライナ・ハリケーンズ       | C    | 18   |
| 2011–12   | ガブリエル・ランデスコグ             | コロラド・アバランチ           | LW   | 19   |
| 2012–13   | ジョナサン・ユベルド                 | フロリダ・パンサーズ           | C    | 19   |
| 2013–14   | ネイサン・マキノン                   | コロラド・アバランチ           | C    | 18   |
| 2014–15   | アーロン・エックブラッド             | フロリダ・パンサーズ           | D    | 19   |
| 2015–16   | アルテミー・パナリン                 | シカゴ・ブラックホークス       | LW   | 24   |
| 2016–17   | オーストン・マシューズ               | トロント・メープルリーフス     | C    | 19   |
| 2017–18   | マシュー・バルザル                   | ニューヨーク・アイランダース   | C    | 21   |
| 2018–19   | エリアス・ペッテション               | バンクーバー・カナックス       | C    | 20   |
| 2019–20   | ケイル・マカー                       | コロラド・アバランチ           | D    | 21   |
| 2020–21   | キリル・カプリゾフ                   | ミネソタ・ワイルド             | LW   | 24   |
| 2021–22   | モリッツ・サイダー                   | デトロイト・レッドウィングス   | D    | 21   |
| 2022–23   | マティ・ベニアーズ                   | シアトル・クラーケン           | C    | 20   |
| 2023–24   | コナー・ベダード                     | シカゴ・ブラックホークス       | C    | 18   |
| 2024–25   | レーン・ハトソン                     | モントリオール・カナディアンズ | D    | 21   |